# Liste des longs métrages portoricains proposés à l'Oscar du meilleur film international
Cet article présente la liste des longs métrages portoricains proposés à l'Oscar du meilleur film international.

## Films proposés par Porto Rico
| Année (Cérémonie) | Titre français             | Titre original             | Réalisateur                   | Résultat    |
| ----------------- | -------------------------- | -------------------------- | ----------------------------- | ----------- |
| 1987 (59e)        | La gran fiesta (en)        | La gran fiesta (en)        | Marcos Zurinaga (en)          | Non nommé   |
| 1989 (61e)        | Tango Bar (es)             | Tango Bar (es)             | Marcos Zurinaga (en)          | Non nommé   |
| 1990 (62e)        | Lo que le pasó a Santiago  | Lo que le pasó a Santiago  | Jacobo Morales                | Nommé       |
| 1995 (67e)        | Linda Sara (en)            | Linda Sara (en)            | Jacobo Morales                | Non nommé   |
| 1999 (71e)        | Héroes de otra patria (en) | Héroes de otra patria (en) | Iván Dariel Ortiz (en)        | Non nommé   |
| 2002 (74e)        | 12 horas (en)              | 12 horas (en)              | Raúl Marchand-Sánchez         | Non nommé   |
| 2006 (78e)        | Cayo (en)                  | Cayo (en)                  | Vicente Juarbe                | Non nommé   |
| 2007 (79e)        | Ladrones y mentirosos (en) | Ladrones y mentirosos (en) | Ricardo Méndez Matta          | Non nommé   |
| 2008 (80e)        | Maldeamores (en)           | Maldeamores (en)           | Mariem Perez et Carlitos Ruiz | Non nommé   |
| 2010 (82e)        | Kabo y Platón              | Kabo y Platón              | Edmundo H. Rodriguez          | Non nommé   |
| 2011 (83e)        | Miente (en)                | Miente (en)                | Rafi Mercado                  | Non nommé   |
| 2012 (84e)        | América (en)               | América (en)               | Sonia Fritz                   | Disqualifié |